# Duvalia anemoniflora
Duvalia anemoniflora là một loài thực vật có hoa trong họ La bố ma. Loài này được (Deflers) R.A. Dyer & Lavranos mô tả khoa học đầu tiên năm 1977.